# Manuel Yan
Manuel Tecson Yan (* 24. Januar 1920 in Santa Cruz, Manila; † 4. Dezember 2008 in Pasig City, Philippinen) war ein philippinischer General und Diplomat, der unter anderem zwischen 1968 und 1972 Chef des Stabes der Streitkräfte AFP (Armed Forces of the Philippines), mehrmals Botschafter sowie 1987 Außenminister war. Er diente zwischen April 1937 und Januar 2001 für einen Zeitraum von 63 Jahren und 9 Monaten zwölf Präsidenten und hält damit den Rekord der Mitarbeiter mit der längsten Amtszeit im öffentlichen Dienst.

## Leben
Manuel Tecson Yan, Sohn von Jose Yan und Romana Yan, begann nach dem Besuch der Arellano High School 1937 eine Offiziersausbildung an der Militärakademie PMA (Philippine Military Academy), die er 1941 als Jahrgangsbester abschloss und hierfür vom damaligen Vizepräsidenten Sergio Osmeña mit dem Presidential Sabre ausgezeichnet wurde. Im Anschluss trat er in die Streitkräfte ein und überlebte während des Zweiten Weltkrieges das 1942 Massaker am Fluss Patingan, das während des Todesmarsches von Bataan stattgefunden hatte. In den folgenden Jahren fand er zahlreiche Verwendung als Offizier und Stabsoffizier in der Gendarmerie (Philippine Constabulary)., deren Chef er von 1967 bis 1968 war. Am 28. Mai 1968 löste er General Segundo Velasco als Chef des Stabes der Streitkräfte (Chief of Staff of the AFP). Er war mit 48 Jahren der bislang jüngste Amtsinhaber und bekleidete die Funktion bis zum 15. Januar 1972, woraufhin General Romeo C. Espino ablöste.
Daraufhin wechselte Yan in den diplomatischen Dienst und wurde von Präsident Ferdinand Marcos zum Botschafter in Thailand ernannt. Er verblieb dort bis 1981 und fungierte im Anschluss zwischen 1981 und 1987 als Botschafter in Indonesien. Am 5. Februar 1987 übernahm er von Salvador Laurel den Posten als Außenminister (Secretary of Foreign Affairs) und bekleidete diesen im Kabinett von Präsidentin Corazon Aquino bis zu seiner Ablösung durch Raul Manglapus am 15. Oktober 1987. Danach war er von 1987 bis 1991 erst Unterstaatssekretär im Außenministerium (Undersecretary of the Department of Foreign Affairs) sowie danach von 1991 bis 1992 Botschafter im Vereinigten Königreich.
Während der Amtszeiten der Präsidenten Fidel Ramos und Joseph Estrada fungierte Manuel Yan von 1992 bis 1994 zunächst als Vorsitzender der Regierungsdelegation bei den Beratungen mit der Nationalen Befreiungsfront der Moros MNLF (Moro National Liberation Front) sowie im Anschluss von 1994 bis Januar 2001 als Nachfolger von Juan Santos als Berater für den Friedensprozess (Presidential Adviser on the Peace Process). Im Zuge dieser Friedensberatungen unterzeichnete er am 2. September 1996 in Jakarta mit dem MNLF-Vorsitzenden Nur Misuari das endgültige Friedensübereinkommen zur Beendigung des Moro-Konflikts.
Manuel Tecson Yan war zwei Mal verheiratet, und zwar mit Amelia Acab Yan sowie Eloisa Fernandez Yan und Vater von fünf Kindern. Zu seinen Enkeln gehören Emmeline Aglipay-Villar, eine Unterstaatssekretärin im Justizministerium, der Kongressabgeordnete Michael Edgar Yan Aglipay, der Schauspieler Rico Yan (1975–2002) und der Fernsehmoderator und Kommunalpolitiker Bobby Yan.